# Dolina Kołowa

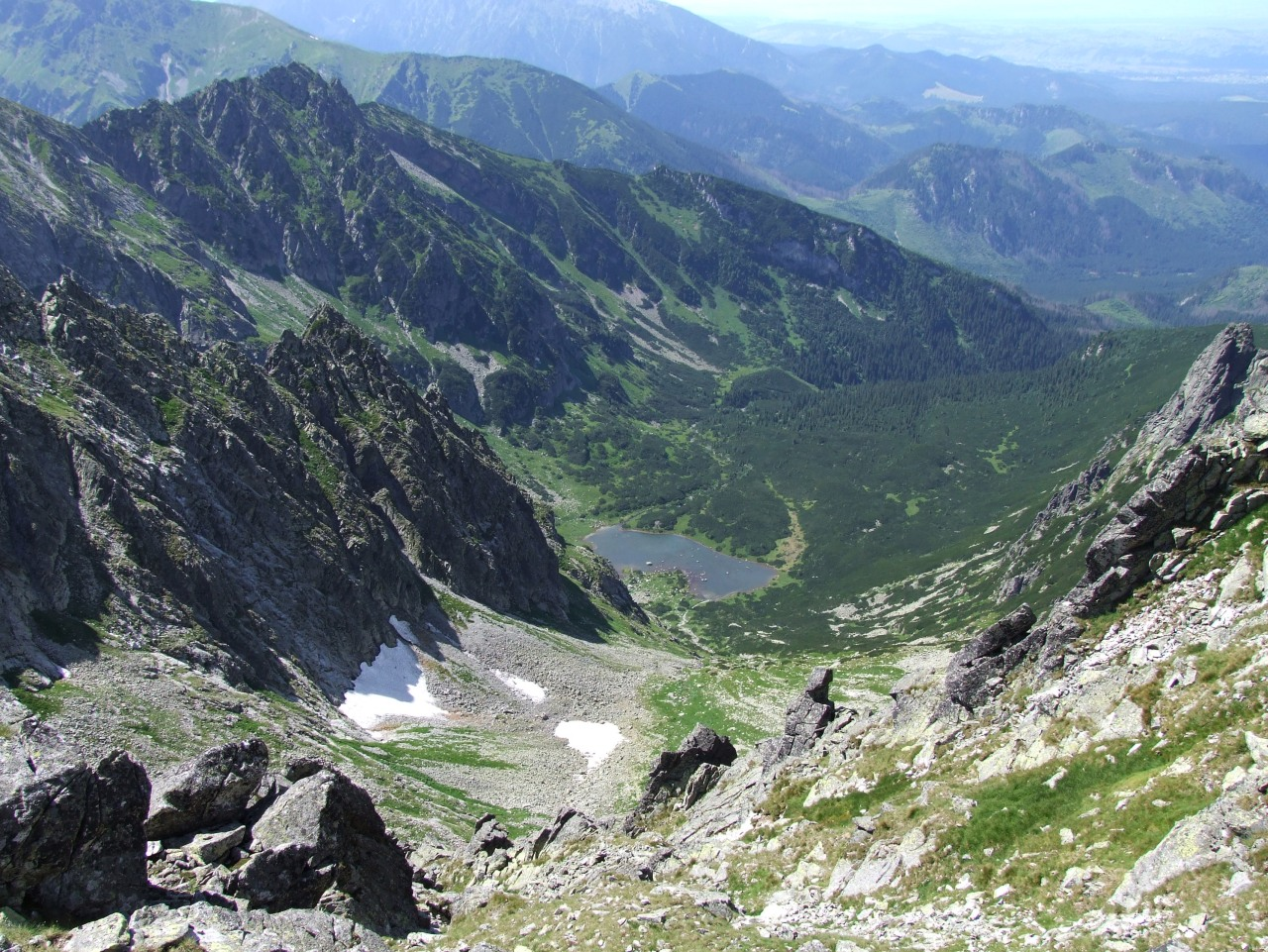
Dolina Kołowa i Kołowy Staw. Widok z grani Jagnięcego Szczytu

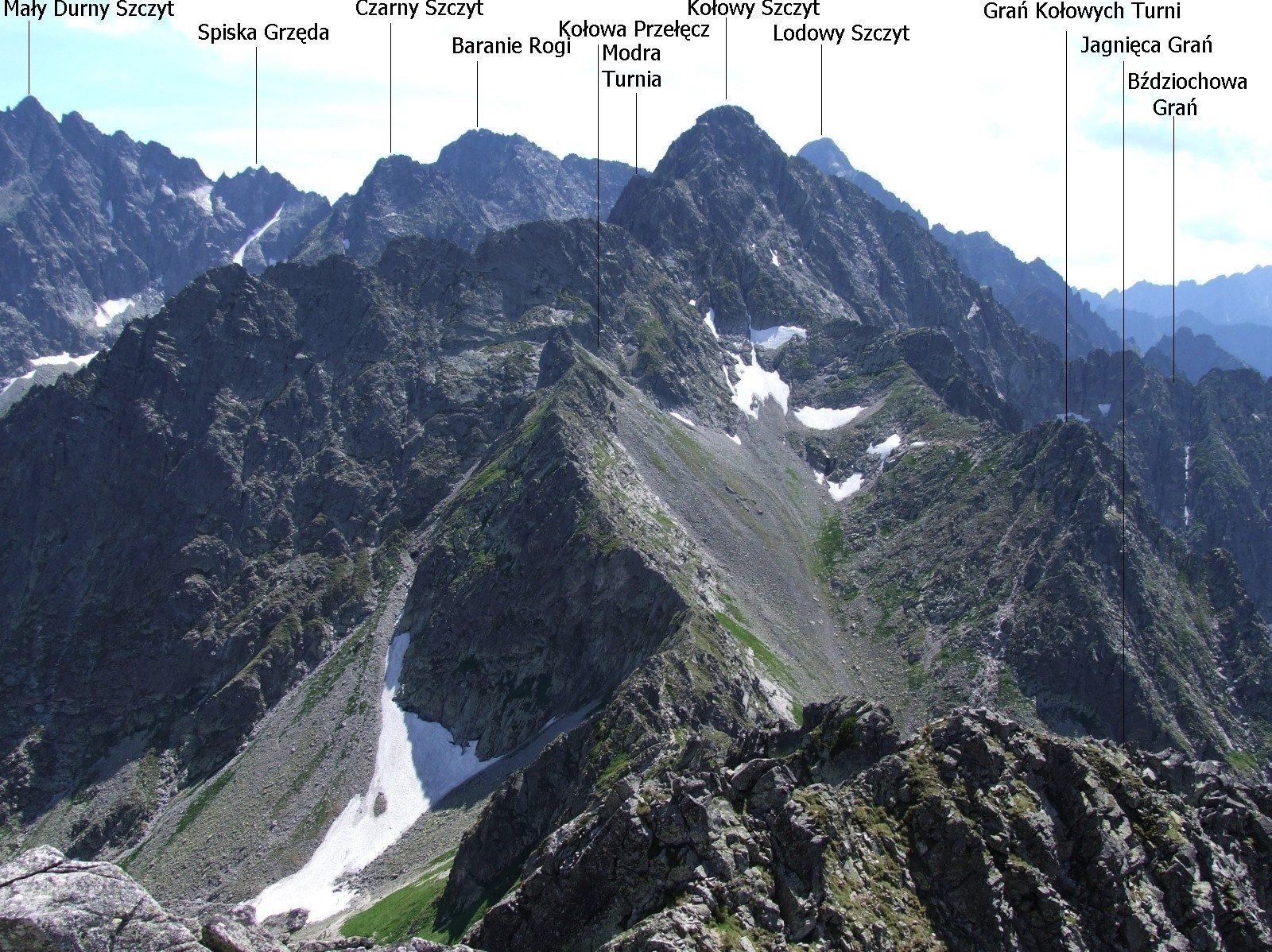
Górna, wschodnia część Doliny Kołowej (Bździochowe Korycisko). Widok z Jagnięcego Szczytu

Dolina Kołowa (słow. Kolová dolina, niem. Pflockseetal, Rundseetal, węg. Karó-tavi-völgy, Kerek-tavi-völgy) – odnoga Doliny Zadnich Koperszadów (Zadné Meďodoly) w Tatrach Słowackich. Odchodzi od niej w kierunku południowo-wschodnim u jej wylotu do Doliny Jaworowej (Javorová dolina). W całości położona na terenie Słowacji ma długość ok. 2,5 km. Niedostępna dla turystów (znaczna jej część położona jest na obszarze ochrony ścisłej), widoczna ze szlaku prowadzącego przez Zadnie Koperszady na Przełęcz pod Kopą (Kopské sedlo).

## Topografia
Dolina graniczy:
- od północnego wschodu z Doliną Zadnich Koperszadów, rozdziela je Jagnięca Grań (hrebeň Jahnencov) odchodząca od Jagnięcego Szczytu (Jahňací štít),
- od wschodu z Doliną Jagnięcą (Červená dolina) i Doliną Jastrzębią (Malá Zmrzlá dolina), rozdziela je główna grań Tatr od Jagnięcego Szczytu po Kołowy Szczyt (Kolový štít),
- od południa z Doliną Czarną Jaworową (Čierna Javorová dolina), rozdziela je Bździochowa Grań (hrebeň Sviniek) odchodząca od Kołowego Szczytu.

Górna część doliny podzielona jest na dwie części krótką Kołową Granią (Kolový hrebeň) odchodzącą od Modrej Turni (Zmrzlá veža, 2312 m). Część wschodnia to Bździochowe Korycisko (Kotlinka pod Kolovým sedlom), a zachodnia – Bździochowa Kotlina (Kotlinka pod Bránami).

## Opis
Dolina ma długość ponad 2 km. W jej dolnej części doliny rośnie gęsty las przechodzący wyżej w kosodrzewinę. W środkowej partii, na wysokości 1565 m n.p.m. położony jest największy w Dolinie Jaworowej Kołowy Staw (Kolové pleso) o powierzchni ok. 1,7 ha. Od nazwy tego stawu pochodzi nazwa doliny. Wypływa z niego Kołowy Potok (Kolový potok) wpadający do Koperszadzkiego Potoku (Meďodolský potok). W Dolinie Kołowej znajduje się około 30 jaskiń.
Dolina była wypasana od XVI wieku przez mieszkańców wsi: Jurgów, Czarna Góra i Lendak, przetrząsali ją też poszukiwacze skarbów. Były tutaj również kopalnie rud miedzi i srebra istniejące jeszcze do połowy XIX wieku. W 1751 r. dolina była zwiedzana przez cesarską komisję badającą Tatry (był w niej Jakob Buchholtz), od połowy XIX wieku zaczęli (rzadko) odwiedzać dolinę turyści podążający tędy na Jagnięcy Szczyt i Kołową Przełęcz. W zimie jako pierwszy w Dolinie Kołowej był Stanisław Hiszpański 2 kwietnia 1928 r. Całą dolinę wraz z Bździochowym Koryciskiem przeszedł Stanisław Krystyn Zaremba 9 kwietnia 1934 r.